# Conioscinella speighti
Conioscinella speighti är en tvåvingeart som först beskrevs av Malloch 1931.  Conioscinella speighti ingår i släktet Conioscinella och familjen fritflugor. Inga underarter finns listade i Catalogue of Life.